# Schloss Merkenstein
Schloss Merkenstein är ett slott i Österrike.   Det ligger i distriktet Baden och förbundslandet Niederösterreich, i den östra delen av landet, 30 km sydväst om huvudstaden Wien. Schloss Merkenstein ligger 461 meter över havet.
Terrängen runt Schloss Merkenstein är huvudsakligen kuperad, men åt sydost är den platt. Runt Schloss Merkenstein är det ganska tätbefolkat, med 172 invånare per kvadratkilometer.. Närmaste större samhälle är Berndorf, 4,6 km söder om Schloss Merkenstein. 
I omgivningarna runt Schloss Merkenstein växer i huvudsak blandskog.